# Kollatur
Die Kollatur ist das Recht, eine geistliche Stelle zu besetzen sowie eine Pfründe oder ein Stipendium zu vergeben.
Die Besetzung geistlicher Stellen steht in katholischen Gebieten in der Regel den Inhabern der Kirchengewalt zu, nach kanonischem Recht bei den geringeren Benefizien den Bischöfen, bei den Bistümern den Domkapiteln unter päpstlicher Bestätigung, nach protestantischem Kirchenrecht früher dem Landesherrn.
Ist der Konferierende (der Kollator) bei der Verleihung (Kollation) an eine Präsentation Dritter gebunden, so spricht man von collatio non libera, im entgegengesetzten Fall von einer collatio libera.
In reformierten Gebieten wurde die Kollatur aufgehobener geistlicher Herrschaften auf die weltliche Macht übertragen. Nach der Reformation neu gegründete Pfarreien erhielten als Kollator ebenso weltliche Berechtigte, im Stadtstaat Zürich waren dies Bürgermeister und Rat.